# Asociación de Costureras
La Asociación de Costureras: Protección, Ahorro y Defensa fue una organización feminista obrera chilena que tenía por objetivo aunar fuerzas entre las trabajadoras del rubo de la costura y provocar un cambio en la vida de las trabajadoras y sus deplorables condiciones de trabajo. Fue fundada el 26 de julio de 1906 en Santiago de Chile.

## Historia
Su impulsora fue Esther Valdés, dirigente obrera y feminista, que buscaba mostrar las condiciones indignas de trabajo en los talleres de costura, donde no existían horarios ni se les otorgaba una remuneración justa. Su llamado era poder unir a las trabajadoras en esta asociación para enfrentar juntas estas realidades precarias y exigir mejores condiciones. Su objetivo era crear una sociedad gremial de costureras en la capital de Chile para poder dar protección a las trabajadoras.

Hasta hoi, el tesonero y honorado trabajo de la obrera no es considerado por el patron, como esfuerzo y colaboracion propia, que le ayuda a formarse un inmenso capital, que le permite descansadamente gozar de las necesidades de la vida y asegurar el porvenir risueño y feliz de su descendencia, sino que por el contrario, el trabajo de las obreras es considerado como una obligacion y tributo que el pobre debe de ofrecer al rico.
Y es por esto, que el patron o el capitalista, mira a sus trabajadores como a bestias de carga, a los cuales no les liga mas compromiso, que darle una miserable racion de hambre para que no fallezcan.
La noble e inmensa labor que silenciosamente, la obrera aporta en las variadas manifestaciones o ramos de trabajo, como he dicho es mirado con desprecio, y la obrera considerada esclava, es obligada por su ignorancia y bajo la férula de la amenaza y mandato brutal, a soportar pacientemente todas las exijencias, caprichos y esplotacion del patron.

Esther Valdes de Diaz, Presidenta de la Asociacion de Costureras Proteccion, Ahorro y Defensa. 1907.

Su sede se encontraba en la calle Inés de Aguilera 1134 (Plaza de San Diego).
Bajo su alero se fundó la revista La Palanca, continuadora del trabajo realizado por el periódico La Alborada.